# Liga ACB 1983-1984
La Liga ACB 1983-1984 è stata la 28ª edizione del massimo campionato spagnolo di pallacanestro maschile, la 1ª con la nuova denominazione dopo la creazione della Asociación de Clubs de Baloncesto. La vittoria finale è stata ad appannaggio del Real Madrid.

## Risultati

### Stagione regolare

#### Prima fase

##### Grupo Impar
|    | Squadra                  | G  | V  | P  | PF    | PS    | Qualificazione |
| -- | ------------------------ | -- | -- | -- | ----- | ----- | -------------- |
| 1. | Joventut Massana         | 14 | 13 | 1  | 1.270 | 1.094 | Grupo A-1      |
| 2. | Barcellona               | 14 | 12 | 2  | 1.423 | 1.176 | Grupo A-1      |
| 3. | Cacaolat Granollers      | 14 | 11 | 3  | 1.180 | 1.071 | Grupo A-1      |
| 4. | OAR Ferrol               | 14 | 6  | 8  | 1.100 | 1.102 | Grupo A-1      |
| 5. | Caja de Ronda            | 14 | 5  | 9  | 1.215 | 1.283 | Grupo A-2      |
| 6. | Cafisa Canarias          | 14 | 4  | 10 | 1.223 | 1.347 | Grupo A-2      |
| 7. | Peñas Recreativas Huesca | 14 | 3  | 11 | 1.100 | 1.246 | Grupo A-2      |
| 8. | Ebro Manresa             | 14 | 2  | 12 | 1.104 | 1.306 | Grupo A-2      |

##### Grupo par
|    | Squadra                     | G  | V  | P  | PF    | PS    | Qualificazione |
| -- | --------------------------- | -- | -- | -- | ----- | ----- | -------------- |
| 1. | Real Madrid                 | 14 | 12 | 2  | 1.377 | 1.092 | Grupo A-1      |
| 2. | CAI Saragozza               | 14 | 10 | 4  | 1.241 | 1.203 | Grupo A-1      |
| 3. | Cajamadrid                  | 14 | 10 | 4  | 1.272 | 1.254 | Grupo A-1      |
| 4. | Arabatxo Baskonia           | 14 | 6  | 8  | 1.188 | 1.244 | Grupo A-1      |
| 5. | Estudiantes Caja Postal     | 14 | 5  | 9  | 1.205 | 1.255 | Grupo A-2      |
| 6. | Cotonificio Badalona        | 14 | 5  | 9  | 1.186 | 1.284 | Grupo A-2      |
| 7. | Hospitalet-ATO              | 14 | 5  | 9  | 1.144 | 1.204 | Grupo A-2      |
| 8. | Fórum Filatélico Valladolid | 14 | 3  | 11 | .1254 | 1.367 | Grupo A-2      |

#### Seconda fase

##### Grupo A-1
|    | Squadra             | G  | V  | P  | PF    | PS    | Qualificazione |
| -- | ------------------- | -- | -- | -- | ----- | ----- | -------------- |
| 1. | Real Madrid         | 14 | 13 | 1  | 1.313 | 1.123 | playoff        |
| 2. | Barcellona          | 14 | 12 | 2  | 1.423 | 1.276 | playoff        |
| 3. | Cajamadrid          | 14 | 7  | 7  | 1.222 | 1.249 | playoff        |
| 4. | Cacaolat Granollers | 14 | 7  | 7  | 1.205 | 1.212 | playoff        |
| 5. | Joventut Massana    | 14 | 7  | 7  | 1.278 | 1.210 | playoff        |
| 6. | CAI Saragozza       | 14 | 5  | 9  | 1.267 | 1.305 | playoff        |
| 7. | OAR Ferrol          | 14 | 4  | 10 | 1.111 | 1.244 | playoff        |
| 8. | Arabatxo Baskonia   | 14 | 1  | 13 | 1.199 | 1.399 | playoff        |

##### Grupo A-2
|     | Squadra                     | G  | V  | P  | PF    | PS    | Qualificazione |
| --- | --------------------------- | -- | -- | -- | ----- | ----- | -------------- |
| 9.  | Cotonificio Badalona        | 14 | 13 | 1  | 1.267 | 1.087 | playoff        |
| 10. | Caja de Ronda               | 14 | 9  | 5  | 1.175 | 1.149 | playoff        |
| 11. | Cafisa Canarias             | 14 | 8  | 6  | 1.188 | 1.157 | playoff        |
| 12. | Fórum Filatélico Valladolid | 14 | 7  | 7  | 1.252 | 1.285 | playoff        |
| 13. | Estudiantes Caja Postal     | 14 | 7  | 7  | 1.149 | 1.138 | playout        |
| 14. | Hospitalet-ATO              | 14 | 5  | 9  | 1.134 | 1.166 | playout        |
| 15. | Peñas Recreativas Huesca    | 14 | 4  | 10 | 1.117 | 1.190 | playout        |
| 16. | Ebro Manresa                | 14 | 1  | 13 | 1.041 | 1.151 | playout        |

### Play-out
|  | Semifinali | Semifinali   | Semifinali |              |     | Finale      | Finale | Finale |  |
|  |            |              |            |              |     |             |        |        |  |
|  | 13.        | Estudiantes  | 2          |              |     |             |        |        |  |
|  | 13.        | Estudiantes  | 2          |              |     |             |        |        |  |
|  | 16.        | Manresa      | 0          |              |     |             |        |        |  |
|  | 16.        | Manresa      | 0          |              | 13. | Estudiantes | 2      |        |  |
|  |            |              |            |              | 13. | Estudiantes | 2      |        |  |
|  |            |              | 15.        | Peñas Huesca | 1   |             |        |        |  |
|  | 14.        | L'Hospitalet | 15.        | Peñas Huesca | 1   | 1           |        |        |  |
|  | 14.        | L'Hospitalet |            |              |     |             |        |        |  |
|  | 15.        | Peñas Huesca | 2          |              |     |             |        |        |  |

Verdetti: Hospitalet ATO, Ebro Manresa e Peñas Recreativas Huesca retrocesse nella Primera División B

## Playoff
|  | Primo turno           | Primo turno          |                      |                      | Quarti di finale | Quarti di finale |   |  | Semifinali | Semifinali |  |  | Finale | Finale |
|  |                       |                      |                      |                      |                  |                  |   |  |            |            |  |  |        |        |
|  |                       |                      |                      |                      |                  |                  |   |  |            |            |  |  |        |        |
|  |                       |                      |                      |                      |                  |                  |   |  |            |            |  |  |        |        |
|  | 1. Real Madrid        | 2                    |                      |                      |                  |                  |   |  |            |            |  |  |        |        |
|  | 1. Real Madrid        | 2                    | 8. Baskonia          | 1                    |                  |                  |   |  |            |            |  |  |        |        |
|  |                       | 9. Círcol Catòlic    | 8. Baskonia          | 1                    | 1                |                  |   |  |            |            |  |  |        |        |
|  | 9. Círcol Catòlic     | 9. Círcol Catòlic    | 2                    |                      | 1                | 1. Real Madrid   | 2 |  |            |            |  |  |        |        |
|  | 9. Círcol Catòlic     |                      | 2                    |                      |                  | 1. Real Madrid   | 2 |  |            |            |  |  |        |        |
|  |                       |                      |                      | 5. Joventut Badalona | 0                |                  |   |  |            |            |  |  |        |        |
|  | 4. Granollers         | 1                    |                      | 5. Joventut Badalona | 0                |                  |   |  |            |            |  |  |        |        |
|  | 4. Granollers         | 1                    | 5. Joventut Badalona | 2                    |                  |                  |   |  |            |            |  |  |        |        |
|  |                       | 5. Joventut Badalona | 5. Joventut Badalona | 2                    | 2                |                  |   |  |            |            |  |  |        |        |
|  | 12. Valladolid        | 5. Joventut Badalona | 0                    |                      | 2                | 1. Real Madrid   | 2 |  |            |            |  |  |        |        |
|  | 12. Valladolid        |                      | 0                    |                      |                  | 1. Real Madrid   | 2 |  |            |            |  |  |        |        |
|  |                       |                      |                      | 2. Barcellona        | 1                |                  |   |  |            |            |  |  |        |        |
|  | 2. Barcellona         | 2                    |                      | 2. Barcellona        | 1                |                  |   |  |            |            |  |  |        |        |
|  | 2. Barcellona         | 2                    | 7. OAR Ferrol        | 2                    |                  |                  |   |  |            |            |  |  |        |        |
|  |                       | 7. OAR Ferrol        | 7. OAR Ferrol        | 2                    | 0                |                  |   |  |            |            |  |  |        |        |
|  | 10. Caja de Ronda     | 7. OAR Ferrol        | 0                    |                      | 0                | 2. Barcellona    | 2 |  |            |            |  |  |        |        |
|  | 10. Caja de Ronda     |                      | 0                    |                      |                  | 2. Barcellona    | 2 |  |            |            |  |  |        |        |
|  |                       |                      |                      | 6. C.B. Saragozza    | 1                |                  |   |  |            |            |  |  |        |        |
|  | 3. Cajamadrid         | 1                    |                      | 6. C.B. Saragozza    | 1                |                  |   |  |            |            |  |  |        |        |
|  | 3. Cajamadrid         | 1                    | 6. C.B. Saragozza    | 2                    |                  |                  |   |  |            |            |  |  |        |        |
|  |                       | 6. C.B. Saragozza    | 6. C.B. Saragozza    | 2                    | 2                |                  |   |  |            |            |  |  |        |        |
|  | 11. Canarias Tenerife | 6. C.B. Saragozza    | 0                    |                      | 2                |                  |   |  |            |            |  |  |        |        |
|  | 11. Canarias Tenerife |                      | 0                    |                      |                  |                  |   |  |            |            |  |  |        |        |

## Formazione vincitrice
| N° | Naz.                        | Ruolo | Sportivo                    |  | Alt. |  |
| -- | --------------------------- | ----- | --------------------------- |  | ---- |  |
| 4  | Stati Uniti (bandiera)      | AG    | Wayne Robinson              |  | 203  |  |
| 5  | Spagna (bandiera)           | C     | Juan Antonio Orenga         |  | 206  |  |
| 6  | Spagna (bandiera)           | C     | Fernando Romay              |  | 213  |  |
| 7  | Unione Sovietica (bandiera) | AP    | José Biriukov               |  | 194  |  |
| 8  | Spagna (bandiera)           | P     | Francisco José Velasco      |  | 185  |  |
| 9  | Spagna (bandiera)           | C     | Antonio Martín Espina       |  | 203  |  |
| 10 | Spagna (bandiera)           | AC    | Fernando Martín             |  | 206  |  |
| 11 | Spagna (bandiera)           | P     | Juan Antonio Corbalán       |  | 184  |  |
| 12 | Spagna (bandiera)           | C     | Rafael Rullán               |  | 207  |  |
| 13 | Spagna (bandiera)           | P     | Siço Simón                  |  | 185  |  |
| 14 | Spagna (bandiera)           | AG    | Juan Manuel López Iturriaga |  | 194  |  |
| 15 | Stati Uniti (bandiera)      | AG    | Brian Jackson               |  | 203  |  |
|    | Spagna (bandiera)           | All.  | Lolo Sainz                  |  |      |  |